# إي أر تي دجيتال
ERT Digital ( (باليونانية: ΕΡΤ Ψηφιακή)‏ </link> ) كانت شبكة تلفزيونية تجريبيًة بواسطة هيئة الاذاعة اليونانية ، . كانت هذه أول محاولة قانونية للبث التلفزيوني الرقمي في اليونان ، حيث ظهرت أربع قنوات جديدة: سين+ و بريزما+ سبورت + و إنفو+. تم إطلاقها رسميًا في أوائل عام 2006 كجزء من انتقال التلفزيون الرقمي الذي أقره الاتحاد الأوروبي . تم تمويل المشروع من خلال ميزانية ERT ولم يكن لها إعلان .
عند اطلاق شبكة القنوات ، كان على كل قناة أن تبث ما بين ست إلى عشر ساعات. سيستمر هذا ما يقرب من سنة إلى سنتين . تأمل هيئة الاذاعة اليونانية أيضًا في إطلاق قناتين رقميتين أخريين على الأقل في وقت ما في المستقبل ، قناة نمط الحياة وقناة للأطفال. كان البث على القنوات الرقمية الأربع منفصلة ومميزة عن تلك الموجودة في خدمات ERT التقليدية الثلاثة التناظرية - ΕΤ1 و ΝΕΤ و ΕΤ3 .
كانت الشبكة المتلفزة متاحة لنحو 65 ٪ من السكان ، خاصة في أثينا وسالونيك وبعض المدن الكبرى الأخرى. اذ كانت الباقة مجانية على الهواء دون أي تكلفة اشتراك ، ولا يتطلب سوى جهاز فك تشفير DVB-T . كانت مسألة الدفع مقابل القنوات الرقمية الأربع موضع خلاف للعديد من المواطنين اليونانيين حيث تم تمويل إي أر تي من خلال رسوم تُفرض على جميع الأسر اليونانية من خلال فواتير الكهرباء الخاصة بهم. حيث رفض البعض فكرة أنه ينبغي عليهم الدفع مقابل الخدمة التلفزيونية قد لا يتمكنون من تلقيها أو لا يريدون مشاهدتها.

## برمجة

### سين+
سين+ (Σινέ +) هي قناة تلفزيونية تعرض أفلامًا عالمية ويونانية وبرامج ثقافية وأفلامًا وثائقية ، مأخوذة أساسًا من أرشيف برامج ERT الواسعة. كما أنها تضم ستوديو+ ، وهي شبكة تلفزيونية موسيقية تعرض مقاطع فيديو اليونانية والعالمية ، ومن المقرر إستبدالها لاحقًا إلى قناة منفصلة كاملة. عند إطلاق ERT HD في أبريل 2011 ، تم دمج سين+ مع سبورت+ قبل استبدالها بـ BBC World News في مارس 2012.

### بريزما +
بريزما+ (Πρίσμα +) هي قناة تلفزيونية ترفيهية وإخبارية وتعليمية. إنها القناة الخامسة في اليونان أطلقت في في 20 مارس 2006 . كان من المخطط أن تكون أول قناة تلفزيونية يمكن مشاهدتها من قبل ذوي الإعاقة . تبث القناة برنامجًا يتضمن مجموعة متنوعة من الانبعاثات والأفلام. تتم ترجمة غالبية برامجها الى اليونانية، على عكس القنوات الشقيقة لها ، عبر خدمة النص التليفزيوني . يبث Prisma + على مدار 24 ساعة في اليوم ، لكن برامجها الرئيسية تبدأ من الساعة 1:00 م حتى 12:00 منتصف الليل. تم إعادة بقية البرامج المتلفزة. تم استبدالها ترددها من قبل دويتشه فيله في مارس 2012.

### سبورت+
كانت سبورت+ (Σπορ +) قناة رياضية تغطي الأحداث الرياضية الحية - بشكل أساسي اتحاد كرة القدم وكرة السلة ، ولكن أيضًا الرياضات الأخرى الأقل شعبية. وقد بث قناة إن بي أيه تي في بانتظام. تم دمج سبورت+ مع سين+ في أبريل 2011.

### إنفو+
كانت قناة إخبارية . احتلت نفس تردد سبورت+ ، في فترات زمنية متناوبة. عملت القناة أيضًا كاختبار لـ DVB-MHP .

### هيئة البث القبرصية
تم تقديم شبكة البث القبرصية أيضًا على نفس التردد ، حيث تمثل القناة الرابعة المؤقتة للباقة.